# Свирско-Петрозаводская операция
Сви́рско-Петрозаво́дская опера́ция — наступательная операция войск левого крыла Карельского фронта, а также Ладожской и Онежской военных флотилий, проведённая 21 июня — 9 августа 1944 года в ходе Великой Отечественной войны против финских войск в южной Карелии. Часть Выборгско-Петрозаводской стратегической наступательной операции.
В результате операции советские войска нанесли поражение противнику, продвинулись в западном и юго-западном направлениях на 110—250 километров, освободили большую часть Карело-Финской ССР и, тем самым, создали предпосылки для выхода Финляндии из войны.

## Положение сторон, февраль — май 1944 года
Поражение немецких войск под Ленинградом в начале 1944 года крайне осложнило положение Финляндии и заставило правительство этой страны в конце февраля вступить в переговоры с правительством СССР c целью заключения перемирия. Вскоре финны получили предварительные условия советской стороны — разрыв отношений с Германией, изгнание находившихся на территории Финляндии немецких войск и восстановление советско-финской границы 1940 года. Финское руководство посчитало советские требования чересчур жёсткими, но выразило желание продолжить переговоры.
В это время Ставка ВГК дала указание новому командующему Карельским фронтом К. А. Мерецкову начать подготовку операции на северном участке фронта против немецких войск в Лапландии. 28 февраля К. А. Мерецков представил общий замысел предстоящего наступления. Планировалось нанести основной удар на кандалакшском направлении в сторону границы с Финляндией и далее по её территории к Ботническому заливу, отсекая основные силы финских войск от немецкой группировки в Лапландии. В дальнейшем планировалась, если потребуется, продолжить наступление на юг в центральную Финляндию. Одновременно предполагался вспомогательный удар на мурманском направлении. Ставка ВГК одобрила предложенный план и до конца весны войска Карельского фронта готовились к его осуществлению.
19 апреля, после длительных раздумий, финское правительство дало отрицательный ответ советской стороне по вопросу о заключении мира. Это обстоятельство вынудило Ставку ВГК пересмотреть первоначальный замысел наступления Карельского фронта. По предложению 1-го заместителя начальника Генштаба А. И. Антонова было принято решение провести сначала операцию с целью вывода Финляндии из войны, а только потом предпринять наступление против немецких войск в Лапландии. В Генеральном штабе полагали, что финские войска, хуже вооружённые и подготовленные, чем немецкие, понесут поражение в относительно короткий срок. И. В. Сталин одобрил это решение, но, вместе с тем, приказал продолжать создавать у противника видимость подготовки наступления в районе Петсамо и Кандалакши.
Общий замысел наступления против финляндской армии предполагал нанесение двух последовательных ударов сначала на Карельском перешейке, на правом фланге Ленинградского фронта, а затем в южной Карелии — левым крылом Карельского фронта.

## План наступления
30 мая К. А. Мерецков был вызван в Ставку ГВК, где ему была поставлена новая задача — разгромить финляндские войска в Южной Карелии. Датой начала наступления фронта было назначено 25 июня. Поскольку в кратчайшие сроки было необходимо подготовить новый план операции и провести масштабную перегруппировку сил с кандалакшского и мурманского направлений на петрозаводское, К. А. Мерецков отстаивал мнение о проведении наступления по первоначальному замыслу. Однако его аргументы были отвергнуты И. В. Сталиным, который приказал войскам фронта нанести основной удар из района Лодейного Поля, объяснив это тем, что как только советские войска выйдут к станции Лоймола, Финляндия выйдет из войны.
В наступлении в южной Карелии предстояло участвовать 7-й и 32-й армиям. Основная роль в операции отводилась 7-й армии (командующий генерал-майор А. Н. Крутиков), которой предстояло форсировать реку Свирь и развивать наступление между Онежским и Ладожским озёрами на северо-запад к государственной границе.

Командование фронта пришло к окончательному решению нанести основной удар вдоль северного берега Ладоги в направлении на Олонец, Салми, Питкяранту и Сортавалу, что имело в виду три момента: тактический (возможность взаимодействовать с Ладожской военной флотилией…), стратегический (окружение финляндских войск, действовавших севернее Онежского озера) и политический (выход к границе с Финляндией кратчайшим путём).— Из воспоминаний маршала К. А. Мерецкова.
Севернее Онежского озера удар наносила 32-я армия (командующий генерал-лейтенант Ф. Д. Гореленко) с задачей разгромить медвежьегорскую группировку противника и, развивая наступление, выйти к государственной границе в районе Куолисмы.
Одновременно частью сил 7-й армии предполагалось нанести вспомогательный удар на петрозаводском направлении и, во взаимодействии с войсками 32-й армии и Онежской военной флотилией, овладеть Петрозаводском и полностью восстановить контроль над Кировской железной дорогой.
Остальные три армии фронта (14-я, 19-я и 26-я) были готовы, в случае переброски немецких войск из Лапландии в Южную Карелию, начать наступление в районах Кандалакши и Кестеньги.

## Силы сторон

### СССР
К середине июня 1944 года 7-я армия занимала позиции между Ладожским и Онежским озёрами по берегу реки Свирь и вокруг финского плацдарма на её южном берегу. Перед началом операции армия была значительно усилена как за счёт фронтовых резервов, так и за счёт резервов Ставки ВГК.
В районе Лодейного Поля на направлении главного удара находились 4-й стрелковый корпус генерал-майора П. В. Гнидина (114-я, 272-я дивизии) и 37-й гвардейский стрелковый корпус генерал-лейтенанта П. В. Миронова (98-я, 99-я и 100-я гвардейские дивизии). Чуть восточнее позиции занимал 99-й стрелковый корпус генерал-майора С. П. Микульского (18-я, 65-я, 310-я дивизии), а в районе Вознесенья — 368-я стрелковая дивизия. Второй эшелон армии составляли 94-й стрелковый корпус (135-я, 221-я и 327-я дивизии), 127-й лёгкий стрелковый корпус генерал-майора З. Н. Алексеева (30-я, 32-я и 33-я лыжные бригады), а также 69-я бригада морской пехоты, 150-й и 162-й укрепрайоны. Для непосредственной поддержки пехоты при форсировании Свири были выделены 92-й полк плавающих танков (40 танков Т-37А), а также 275-й и 284-й батальоны автомобилей-амфибий (всего 200 амфибий «Форд» GPA).
В состав армии также входили 7-я гвардейская (65 танков Т-34 и «Валентайн»), 29-я (66 танков Т-34 и Т-70) танковые бригады, 6 отдельных гвардейских самоходно-артиллерийских полков (в общей сложности 63 ИСУ-152 и 63 СУ-76), 7-я гвардейская артиллерийская дивизия прорыва, а также и значительное количество отдельных артиллерийских, миномётных, инженерно-сапёрных частей и соединений.
Севернее Онежского озера в наступление предстояло участвовать 32-й армии силами 289-й, 313-й и 176-й стрелковых дивизий. Ещё одна 27-я стрелковая дивизия с мая 1944 года занимала оборону на участке фронта Ругозеро — Реболы. Для участия в операции также были выделены 90-й отдельный танковый полк (30 танков Т-28, Т-26, Т-30, Т-60, Т-38), артиллерийские, миномётные и инженерно-сапёрные части.
Ладожской военной флотилии (командующий — контр-адмирал В. С. Чероков) была поставлена задача огнём корабельной артиллерии содействовать 7-й армии в форсирование Свири, а далее поддерживать части, наступающие вдоль побережья. Кроме того, в междуречье Видлицы и Тулоксы было запланировано высадить десант (70-я и 3-я бригады морской пехоты из состава 4-го стрелкового корпуса) с целью перерезать стратегически важные железную дорогу и шоссе. Онежской военной флотилии (командующий — капитан 1 ранга Н. В. Антонов) также предстояло активно содействовать наступлению на петрозаводском направлении.
Перед началом операции в составе 7-й воздушной армии (командующий генерал-майор авиации И. М. Соколов), обеспечивавшей авиационную поддержку всего Карельского фронта находилось 875 самолётов. Для поддержки наступления 7-й и 32-й армий было выделено 588 самолётов. Кроме того, для обеспечения форсирования реки Свирь дополнительно была выделена часть сил 13-й воздушной армии Ленинградского фронта. Координировал действия двух воздушных армий представитель Ставки ВГК маршал авиации А. А. Новиков.
Всего войска фронта, выделенные для наступления, насчитывали 184 000 солдат и офицеров (по другим данным 202 300 человек), 223 танка и САУ, около 4000 орудий и миномётов.

### Финляндия
Начиная с конца 1941 года и до начала лета 1944 года в южной Карелии финляндскими войсками создавалась глубоко эшелонированная система укреплений. Первый рубеж обороны между Онежским и Ладожским озёрами проходил по реке Свирь и вокруг плацдарма на южном берегу реки на участке от Ошты до Свирьстроя. Особенно прочная оборона была создана на направлении Лодейное Поле — Олонец — Питкяранта. Здесь имелись три укреплённые полосы, из которых вторая, на участке Мегрозеро — Обжа, являлась наиболее мощной. В глубине сильные полевые позиции находились на берегах рек Видлицы, Тулемайоки, а также на рубеже Питкяранта — Лоймола (так называемая U-линия).
На «Свирском фронте» оборону занимали части финляндской группы войск «Олонец» генерал-лейтенанта П. Талвела в составе 5-го и 6-го армейских корпусов. На плацдарме, на южном берегу реки Свирь, оборону занимали 11-я и 7-я пехотные дивизии, а от Подпорожья до Ладожского озера — 5-я, 8-я пехотные дивизии и 15-я бригада. Кроме того, в состав оперативной группы входили 20-я пехотная бригада, которая находилась в резерве, Ладожская бригада береговой обороны и некоторые отдельные части.
На перешейке между Онежским озером и Сегозером финскими войсками были оборудованы две линии обороны и ряд промежуточных рубежей в глубине. Первая полоса обороны проходила по рубежу Повенец — Беломорско-Балтийский канал — Хижозеро — Масельская — Великая Губа, а вторая — Пиндуши — Медвежьегорск — Чёбино — Кумса. Здесь оборону занимали части «Масельской» группы войск — 2-й армейский корпус генерала Э. Мякинена (1-я, 6-я и 21-я пехотная бригада), 14-я пехотная дивизия, 3 отдельных пехотных батальона и Онежская бригада береговой обороны.
Общее руководство финской армией осуществлял К. Г. Маннергейм.
По советским данным 7-й армии противостояло 76 000 солдат и офицеров противника, а 32-й армии — 54 000 человек. Финляндские войска имели на вооружении около 1000 орудий и миномётов, около 30 танков и бронеавтомобилей. С воздуха финские и немецкие войска в Карелии и Заполярье поддерживало 203 самолёта из состава немецкого 5-го воздушного флота и ВВС Финляндии, причём только около 100 из них базировались на ухтинском, ребольском, медвежьегорском и свирском направлениях.

## Ход боевых действий

### Перед наступлением
9—10 июня на Карельском перешейке в наступление перешли войска Ленинградского фронта, которые уже в первые дни операции добились значительных успехов. Финское командование в срочном порядке начало переброску на Карельский перешеек, которому придавалось первоочередное значение, всех имеющихся резервов, в том числе и из Карелии. Более того, К. Г. Маннергейм готов был полностью отказаться от обороны в Карелии, лишь бы иметь подкрепления для усиления обороны Карельского перешейка.
Уже 12 июня первые части 4-й пехотной дивизии прибыли на Карельский перешеек, затем туда были переброшены 17-я пехотная дивизия и 20-я пехотная бригада, а чуть позднее — 6-я и 11-я дивизии, а также штаб 5-го армейского корпуса. Учитывая всё это, а также данные разведки о возможном наступлении советских войск в Карелии, К. Г. Маннергейм отдал приказ скрытно отвести войска с плацдарма на участке Онежское озеро — Свирьстрой за реку Свирь, а части, оборонявшиеся на медвежьегорском направлении — на вторую полосу обороны.
Получив разведанные сведения о перегруппировке финляндских войск и переброске части сил на Карельский перешеек, Ставка ВГК приказала Карельскому фронту начать наступление на четверо суток раньше, чем было запланировано — 21 июня. Этот факт заставил командование фронтом существенно изменить план форсирования Свири и ускорить сосредоточение для перехода в наступление.
20 июня советская разведка обнаружила признаки отступления финляндских войск как с плацдарма на южном берегу Свири, так и в полосе наступления 32-й армии. Командующий фронтом отдал приказ войскам о немедленном переходе к преследованию отступающего противника. К исходу 20 июня соединения 7-й армии вышли к южному берегу Свири, а части 313-й дивизии 32-й армии в ночь на 21 июня форсировали Беломорско-Балтийский канал и устремились к Медвежьегорску.

### Форсирование Свири, 21—22 июня
21 июня в 8 часов утра реактивная артиллерия нанесла первый огневой удар по позициям противника, затем массированный налёт произвела советская авиация 7-й и 13-й воздушных армий. В 8.30 началась основная артиллерийская подготовка, которая продолжалась три с половиной часа. В 11 часов была произведена ложная переправа. Шестнадцать добровольцев (двенадцать из 300-го полка 99-й дивизии и четверо из 296-го полка 98-й дивизии), передвигая многочисленные плоты и лодки с чучелами солдат, под ураганным огнём противника достигли противоположного берега и завязали там бой. Всем этим добровольцам впоследствии было присвоено звание Героя Советского Союза. Ложная переправа позволила наблюдателям выявить уцелевшие финские огневые точки. По финской обороне был нанесён повторный удар с воздуха, а затем артиллерия произвела ещё один огневой налёт.
Около 12 часов части 98-й, 99-й, 272-й и 114-й стрелковых дивизий при поддержке 92-го полка плавающих танков и 275-го батальона автомобилей-амфибий начали форсирование Свири в районе Лодейного Поля и вскоре захватили обширный плацдарм на её северном берегу. Незамедлительно сапёры начали наведение паромных переправ и мостов для переброски через реку боевой техники. К 13 часам 21 июня уже действовало 11, а к исходу дня — 20 паромных переправ и 2 моста. В результате первого дня наступления ударная группировка 7-й армии прорвала главную полосу вражеской обороны на участке шириной в 12 километров и продвинулась вперёд до 6 километров.
22 июня части 4-го и 37-го стрелковых корпусов продвинулись вперёд ещё на 10-12 километров. На других направлениях части армии также форсировали Свирь — 368-я стрелковая дивизия в районе Вознесенья, а 99-й стрелковый корпус в районе Подпорожья.
Одной из важнейших предпосылок успеха советских войск при форсировании Свири являлось разрушение плотины ГЭС «Свирь-3» артиллерией и авиацией 18—20 июня. Выполнение этой задачи преследовало две цели: во-первых, уменьшить уровень воды на реке Свирь выше места плотины и тем самым облегчить 368-й стрелковой дивизии форсирование реки, во-вторых, снять угрозу затопления местности врагом в нижнем течении. Операция была выполнена лётчиками ВВС Балтийского флота (свыше 30 экипажей), которые сбросили на плотину 66 авиабомб крупных калибров и добились 30 прямых попаданий, затем сбросили перед плотиной 11 морских мин АМГ-1 (течением их отнесло к плотине, где произошли новые взрывы) и 2 торпеды (применение которых оказалось неудачным ввиду их зарывания в ил на дне реки). В образовавшиеся крупные бреши в теле плотины хлынула вода, и через несколько часов уровень воды выше и ниже плотины сравнялся, что обезопасило форсирование водной преграды.
Не сумев удержать рубеж по реке Свирь, основные силы финляндских войск (8-я, 5-я пехотные дивизий и 15-я пехотная бригада) начали поспешное отступление на вторую линию обороны, которая проходила по рубежу Мегрега — Самбатукса и Сармяги — Обжа, а 7-я дивизия — на Петрозаводск. Прикрывавшие отход сильные арьергардные отряды взрывали мосты, устраивали завалы, минировали дороги, что существенно замедляло преследование. Ставка ВГК была крайне недовольна этим обстоятельством и посчитала темп развития наступления войск фронта недостаточным:

Ставка Верховного Главнокомандования недовольна медленным продвижением войск фронта на медвежьегорском и олонецком направлениях при наличии четырёхкратного превосходства над противником. Вместо того, чтобы решительно атаковать противостоящего противника, не дать ему уйти и разбить его, войска фронта ожидают отхода противника и волокутся за отходящими его частями.— Из директивы Ставки ВГК № 220120 от 23 июня 1944 г.
Командованию фронта было приказано основными силами 7-й армии стремительно развивать наступление вдоль побережья Ладожского озера и не позднее 23—24 июня овладеть Олонцом, а примерно 2—4 июля освободить Питкяранту. Одновременно правому крылу 7-й армии приказывалось как можно скорее занять Петрозаводск. Войскам 32-й армии ставилась задача сломить сопротивление противника на рубеже реки Остёр и, овладев не позже 23 июня Медвежьегорском, наступать главными силами на Сувилахти и частью сил на Кондопогу и Петрозаводск.
При этом Ставка ВГК посчитала, что наличных сил для выполнения задачи у Карельского фронта более чем достаточно, и вывела в свой резерв 94-й стрелковый корпус, так и не принявший участие в операции.

### Наступление 7-й армии, 23—30 июня
23 июня на направлении главного удара дивизии 4-го и 37-го корпуса вышли ко второй линии обороны противника на рубеже Сумбатукса — Мегрега — Сармяги — Обжа. В этот момент командование фронтов приняло решение начать высадку десанта в междуречье Тулоксы и Видлицы. Планировалось одновременным ударом с тыла, силами десанта, и с фронта разгромить противника на второй линии обороны. Одновременно части 99-го стрелкового корпуса, действовавшие на правом фланге ударной группировки, после переправы через Свирь в районе Подпорожья не встретили организованного сопротивления и стремительно продвигались по лесной дороге к Коткозеру и к шоссе Петрозаводск — Олонец, обходя группировку противника с востока.
Утром 23 июня корабли Ладожской флотилии при поддержке корабельной артиллерии и авиации высадили на берег 70-ю бригаду морской пехоты. С ходу захватив обширный плацдарм, десантники перерезали железную и шоссейную дороги Олонец — Питкяранта. Финляндское командование попыталось ликвидировать образовавшийся плацдарм, перебросив в этот район части 15-й пехотной бригады и отдельный егерский батальон, однако все атаки части 70-й морской стрелковой бригады успешно отразили. 24 июня на плацдарм были дополнительно переправлена 3-я бригада морской пехоты.
Высадка крупного десанта в тылу и обход с востока финской линии обороны частями 99-го корпуса создали реальную угрозу окружения 5-й и 8-й финляндских пехотных дивизий. В сложившейся обстановке финское командование было вынуждено в ночь на 24 июня отдать приказ своим войскам начать отступление за реку Видлицу.
25 июня наступавший по берегу Ладожского озера 4-й стрелковый корпус занял мощные узлы обороны противника — населённые пункты Сармяги и Обжа. 26—27 июня части корпуса, преодолев реку Тулоксу, соединились с 3-й и 70-й бригадами морской пехоты. Действовавший правее частей 4-го корпуса 37-й гвардейский стрелковый корпус 25 июня занял Олонец, а на следующий день — Нурмолицы. 28—29 июня части корпуса, преодолевая упорное сопротивление 8-й пехотной дивизии противника, вышли в район Торосозеро, а 30 июня достигли реки Видлица на участке Ивасельга — Большие Горы. Одновременно части 99-го корпуса вели бой районе Ведлозера.
Финляндские 5-я, 8-я пехотные дивизии и 15-я бригада понесли значительные потери и были вынуждены отступать под натиском советских войск окружным путём и просёлочными дорогами. Вместе с тем, финляндские части избежали разгрома, организовано отошли за реку Видлицу и заняли оборону на её западном берегу.

### Наступление 32-й армии, 20—30 июня
Утром 20 июня 1944 года на участке 313-й и 289-й дивизий 32-й армии была произведена разведка боем, в результате которой было обнаружено отступление противника на вторую линию обороны. В ночь на 21 июня передовые части 313-й дивизии форсировали Беломорско-Балтийский канал и начали преследование противника. 21 июня части дивизии освободили Повенец и, развивая наступление, вышли на подступы к Медвежьегорску. Город был взят после трёх дней непрекращающихся боёв к вечеру 23 июня при поддержке частей 289-й стрелковой дивизии, подошедших с севера. К исходу 24 июня весь Медвежьегорский укрепрайон, который представлял собой систему ДОТов и ДЗОТов, прикрытых минными полями и проволочными заграждениями, был ликвидирован.
Одновременно развивалось наступление 176-й и 289-й стрелковых дивизий, которые за первый день продвинулись вперёд на 12—14 километров, а к исходу 23 июня основными силами вышли на линию Остречье — Чёбино. В последующие дни 176-я и 289-я дивизии, преодолев вторую линию обороны противника, продолжили наступление по кратчайшему пути к государственной границе по линии Кумса-2 — Поросозеро — Луисваара — Куолисма. Отступающие финские части оказывали ожесточённое сопротивление, умело используя особенности местности, которая изобиловала озёрами, болотами и лесами. По этой причине наступление развивалось не столь стремительно, как было запланировано, и только к 30 июня части двух дивизий вышли в район Юстозера.
После взятия Медвежьегорска два полка 313-й дивизии начали преследование противника в направлении на Юстозеро — Койкары — Спасская Губа, а один полк получил задачу очистить от противника железную дорогу и шоссе между Медвежьегорском к Кондопогой. Выполнив поставленную задачу к 30 июня, полк соединился с основными силами дивизии в районе Спасской Губы. В дальнейшем дивизии была поставлена задача наступать по линии Хаутаваара — Антила — Суоярви в направлении государственной границы.

### ОсвобождениеПетрозаводска, 28—29 июня
На правом фланге 7-й армии советские войска после форсирования Свири не встретили организованного сопротивления и начали преследование отступающего к Петрозаводску противника. Из района Вознесенья вдоль побережья Онежского озера по шоссе продвигались основные силы 368-й стрелковой дивизии, а вдоль железной дороги Подпорожье — Петрозаводск наступали части 150-го укрепрайона. К исходу 26 июня части 368-й стрелковой дивизии взяли Ропручей, а 150-й укрепрайон находился примерно в 10 километрах южнее станции Ладва. До Петрозаводска ещё оставалось 50—60 километров.
Более активно действовала Онежская военная флотилия, которая осуществила ряд десантных операций. Так, 26 июня 1944 года успешно был высажен Лахтинский десант, а ранним утром 28 июня в районе Уйской губы, примерно в 20 километрах южнее Петрозаводска, на берег высадился 31-й отдельный батальон морской пехоты. Десантники сходу освободили село Деревянное и оседлали шоссе, перерезав тем самым пути отхода противника, отступающего под натиском 368-й стрелковой дивизии. Поскольку разведка установила, что финские войска, не собираясь удерживать Петрозаводск, минируют и разрушают город, было принято решение разделить силы батальона. Одна часть десантников осталась в Деревянном, образовав на шоссе заслон, другая — начала продвигаться к Петрозаводску по шоссе, а третья — снова погрузилась на корабли, которые полным ходом пошли вдоль берега к городу. Примерно в час дня, высадившись на берег непосредственно в черте города, морские пехотинцы без боя заняли Петрозаводск. Финляндские войска к этому моменту уже оставили город. Вечером в Петрозаводск прибыли остальные части 31-го батальона морской пехоты, а 29 июня в город с севера вошли передовые части 313-й стрелковой дивизии, а с юга — 368-й дивизии. Освобождение Петрозаводска, помимо всего прочего, означало восстановление контроля над стратегически важной Кировской железной дорогой на всем её протяжении.

В городе и порту огромные разрушения — электростанции, мосты, промышленные предприятия уничтожены, кругом мины. Мрачную картину представляли пять городских концлагерей — высокие ограды из колючей проволоки. В лагерях томились свыше 20 000 советских людей… Большая работа выпала на долю саперов батальона под командованием мичмана С. М. Жидкова. В течение недели они обезвредили более 5000 мин.— Из воспоминаний командира 31-го отдельного батальона морской пехоты И. С. Молчанова.

### Продолжение наступления 7-й армии, 2 июля — 9 августа
К 3 июля части 4-го и 37-го гвардейского стрелковых корпусов, продвинувшись вперёд на 30-35 километров, вышли на широком фронте к реке Тулемайоки и сходу захватили мощный узел обороны противника посёлок Салми. Однако прорвать линию финской обороны вдоль реки Тулемайоки сразу не удалось. Только через три дня ожесточённых боёв советские войска сломили сопротивление противника и продолжили наступление.
К 9—10 июля части четырёх стрелковых корпусов (4-й, 127-й лёгкий, 37-й гвардейский и 99-й) на широком фронте вышли к мощному финскому рубежу обороны на линии Питкяранта — Лоймола (U-линия). Закрепившись на этом заранее подготовленном рубеже, финляндские войска (5-я, 8-я, 7-я, 1-я пехотные дивизии и 15-я пехотная бригада) оказывали ожесточённое сопротивление. 10 июля части 114-й, 272-й стрелковых дивизий 4-го стрелкового корпуса при содействии 89-го отдельного танкового полка и 338-го гвардейского тяжёлого самоходно-артиллерийского полка овладели городом Питкярантой. Пытаясь развить успех, части 4-го стрелкового корпуса 15—17 июля вели ожесточённые бои в районе озера Ниетъярви, стараясь прорвать оборону противника, но два полка из состава финской 5-й пехотной дивизии генерала Г. Тапола удержали занимаемые позиции (Сражение у озера Ниетъярви). На других участках части 7-й армии также не добились существенных успехов — наступление советских войск застопорилось. Командование армией перебросило 127-й лёгкий стрелковый корпус в район Сувилахти с целью обойти финскую оборону на линии Питкяранта — Лоймола с севера. К 15 июля части корпуса продвинулись вперёд на 15—20 километров, но решающего успеха и на этом направлении добиться не удалось.
До начала августа части 7-й армии неоднократно предпринимали попытки прорвать оборону противника, но успеха так и не добились. 4 августа войска армии получили приказ перейти к обороне на достигнутых рубежах, после чего в резерв Ставки ВГК были выведены 37-й гвардейский корпус, 7-я артиллерийская дивизия прорыва и другие части.

### Продолжение наступления 32-й армии, 1 июля — 9 августа
На правом фланге Карельского фронта в июле части 32-й армии продолжали преследовать отступающего противника (21-я пехотная бригада и некоторые отдельные части) в направлении Поросозеро — Луисваара — Иломантси силами 176-й и 289-й стрелковых дивизий. Кроме того, 368-я дивизия (переданная в состав 32-й армии из состава 7-й армии) вместе с 313-й дивизией наступала на Суоярви и Корписелькя. К 20 июля, наступая в трудных условиях лесисто-болотистой местности и бездорожья, части армии с боями заняли населённые пункты Поросозеро, Кудама-губа, Лиусвара, Ягляярви, Суоярви и многие другие. К концу июля части 32-й армии вышли на линию Лонгонвара — севернее Лаймолы.
21 июля части 176-й стрелковой дивизии, овладев Лонгонварой, вышли к государственной границе. К этому моменту передовые советские части были ослаблены длительным наступлением, коммуникации растянулись, а тылы отстали. Финляндское командование приняло решение этим воспользоваться и перейти в контрнаступление в районе Викиниеми — Иломантси. Имеющиеся в этом районе части были усилены за счёт резервов и объединены в оперативную группу «R» под командованием генерал-майора Е. Рааппана (21-я пехотная бригада, кавалерийская бригада и несколько отдельных батальонов). В конце июля финляндская группировка перешла в контрнаступление и, нанеся удары по незащищённым флангам, окружила выдвинувшиеся вперёд советские дивизии (Сражение при Иломантси). Командование Карельским фронтом в срочном порядке перебросило в этот район 3-ю, 69-ю, 70-ю бригады морской пехоты и 29-ю танковую бригаду, которые немедленно перешли в наступление с целью восстановить коммуникации с окружёнными частями. Ожесточённые бои продолжались около недели. Хоть и с заметными потерями, части 289-й и 176-й стрелковых дивизий сумели выйти из окружения и отойти на позиции в 5—7 километрах от государственной границы.

Когда сюда в конце июля подошло подкрепление с Карельского перешейка, боевая часть под руководством генерал-майора Рааппана даже перешла в наступление на участке восточнее Иломантси, где перерезала коммуникации двух русских дивизий… Однако сил, чтобы воспрепятствовать русским дивизиям… выйти из окружения, было недостаточно. Уйдя к своим, эти части оставили на поле боя большую часть оборудования. Победа под Иломантси повлияла на нашу утомленную армию столь вдохновенно, что её следует считать необыкновенно большой.— Из воспоминаний К. Г. Маннергейма
К 10 августа линия фронта стабилизировалась по рубежу Кудама-губа — Куолисма — Лоймола — Питкяранта. После боёв в районе Иломантси активные боевые действия в Карелии закончились, хотя отдельные стычки продолжались до конца августа. 29 августа Ставка ВГК своей директивой приказала войскам «наступательные действия войск 7-й и 32-й армий приостановить и перейти к жёсткой обороне на достигнутом рубеже». Рассчитывая на скорое заключение мира, Ставка ВГК категорически приказала войскам фронта никаких наступательных действий не производить.

## Итоги операции
В результате операции советские войска нанесли поражение противнику, освободили большую часть Карело-Финской ССР и, тем самым, ускорили выход Финляндии из войны.

В итоге 30-дневного наступления войсками 7-й и 32-й армий совершен прорыв на фронте шириной 230 километров и глубиной 180—200 километров, очищена территория свыше 47 000 квадратных километров с городами Петрозаводск, Свирь-3, Медвежьегорск, Подпорожье, Вознесенье, Повенец, Пиндуши, Кондопога, Олонец, Питкяранта, Салми, Суоярви, захвачено свыше 1250 населенных пунктов, 42 железнодорожные станции и 560 километров железнодорожных линий, освобожден Беломорско-Балтийский канал и река Свирь.— Из доклада командующего Карельским фронтом К. А. Мерецкова Ставке ВГК об итогах боёв за период с 21 июня по 20 июля 1944 г.
По мнению главнокомандующего финляндской армией К. Г. Маннергейма, наступление Карельского фронта, по сравнению с операцией советских войск на Карельском перешейке, велось более гибко, а высадка десанта, как и захват промежуточных позиций «следует считать действиями, заслуживающими признания с военной точки зрения». Однако высшее советское командование не было полностью удовлетворено результатами операции, особенно её заключительной стадией. Войска Карельского фронта «выталкивали, а не уничтожали врага, оставляя ему возможность ускользнуть и сохранить живую силу». Несмотря на неоднократные требования Ставки ВГК и Генштаба командование фронтом не смогло оперативно устранить эти недочёты. Как следствие, финские войска не были разгромлены, сохранили свой боевой потенциал и, отступив на заранее подготовленные рубежи в глубине обороны, остановили советское наступление. К государственной границе части Карельского фронта вышли только на одном небольшом участке.
Анализируя неудачи на завершающем этапе операции, Ставка ВГК отметила плохую организацию управления войсками командованием фронта, засорённость «фронтового аппарата бездеятельными и неспособными людьми». Военному совету фронта было приказано «наладить твёрдое управление войсками и изгнать бездельников и людей, неспособных руководить войсками». Как следствие, своих должностей лишились начальник штаба фронта генерал-лейтенант Б. А. Пигаревич, заместитель командующего фронтом генерал-полковник Ф. И. Кузнецов и начальник оперативного управления штаба фронта генерал-майор В. Я. Семёнов.
Вместе с тем, серьёзные просчёты допустило высшее советское командование ещё на стадии планирования всего стратегического наступления. Так, Ставка ВГК в последний момент изменила первоначальный замысел наступления Карельского фронта, и командующему и штабу фронта пришлось переделывать план наступления буквально на ходу. Как следствие, наступление в южной Карелии не было должным образом скоординировано с операцией Ленинградского фронта на Карельском перешейке и началось на 11 дней позже.

Возможно, русские рассчитывали с самого начала, что одна лишь сосредоточенная на Карельском перешейке мощная группировка войск заставит нас сдаться. Иначе трудно объяснить тот факт, что они, начав там наступление, дали нам двенадцатидневную передышку на Свирском фронте и Маселькяском перешейке, во время которой мы получили возможность перебросить оттуда на Карельский перешеек четыре дивизии и одну бригаду. То, что противник не смог эффективно связать наши войска в Восточной Карелии, а также с помощью авиации воспрепятствовать перегруппировке наших сил, сыграло решающую роль в сражении на перешейке.— Из воспоминаний К. Г. Маннергейма.
В конце июля для высшего советского руководства стал очевидным тот факт, что за окончательный разгром финской армии придётся заплатить огромную цену. В этих обстоятельствах Ставка ВГК больше не хотела тратить силы и средства на второстепенном направлении, тем более что и достигнутый результат поставил Финляндию в тяжелейшее положение и вынудил искать путь выхода из войны.
Ночью 5 сентября войска Карельского и Ленинградского фронтов получили приказ Ставки ВГК прекратить военные действия против финских войск ввиду того, что финское правительство начало переговоры о заключении перемирия. 19 сентября в Москве окончание войны между СССР и Финляндией было юридически закреплено подписанием соглашения о перемирии.

## Отличившиеся воины
Советские солдаты и офицеры в Свирско-Петрозаводской операции проявили массовый героизм и мужество. Около 24 000 воинов были награждены орденами и медалями, а 52 человека удостоены звания Героя Советского Союза. В том числе Героями Советского Союза стали все добровольцы, осуществившие ложную переправу через Свирь 21 июня.
| №  | Фотография | Фамилия Имя Отчество                | Воинское звание, должность, подразделение, часть, соединение на день присвоения звания                                                                                               | Дата присвоения звания |
| 1  |            | Алиев, Александр Мамедович          | Гвардии красноармеец, стрелок 296-го гвардейского стрелкового полка 98-й гвардейской стрелковой дивизии 7-й армии.                                                                   | 21.07.1944             |
| 2  |            | Асеев, Алексей Александрович        | Красноармеец, стрелок 1063-го стрелкового полка 272-й стрелковой дивизии 7-й армии.                                                                                                  | 21.07.1944             |
| 3  |            | Баландин, Михаил Фокич              | Младший лейтенант, командир взвода 1065-го стрелкового полка 272-й стрелковой дивизии 7-й армии.                                                                                     | 21.07.1944             |
| 4  |            | Барышев, Аркадий Фёдорович          | Гвардии красноармеец, пулемётчик разведывательного взвода 300-го гвардейского стрелкового полка 99-й гвардейской стрелковой дивизии 7-й армии.                                       | 21.07.1944             |
| 5  |            | Бекбосунов, Серикказы               | Гвардии красноармеец, стрелок 300-го гвардейского стрелкового полка 99-й гвардейской стрелковой дивизии 7-й армии.                                                                   | 21.07.1944             |
| 6  |            | Берестовенко, Михаил Парфирович     | Лейтенант, командир взвода автоматчиков 1063-го стрелкового полка 272-й стрелковой дивизии 7-й армии.                                                                                | 21.07.1944             |
| 7  |            | Валентеев, Степан Елисеевич         | Ефрейтор, стрелок 363-го стрелкового полка 114-й стрелковой дивизии 7-й армии. | 21.07.1944             |
| 8  |            | Гладышев, Николай Александрович     | Сержант, командир отделения 222-го отдельного моторизованного штурмового инженерно-сапёрного батальона 20-й моторизованной штурмовой инженерно-сапёрной бригады 7-й армии.           | 21.07.1944             |
| 9  |            | Деменков, Лаврентий Васильевич      | Лейтенант, командир взвода 1063-го стрелкового полка 272-й стрелковой дивизии 7-й армии.                                                                                             | 21.07.1944             |
| 10 |            | Елютин, Василий Павлович            | Гвардии старший сержант, снайпер 296-го гвардейского стрелкового полка 98-й гвардейской стрелковой дивизии 7-й армии.                                                                | 21.07.1944             |
| 11 |            | Екимов, Григорий Андреевич          | Старший сержант, помощник командира взвода 536-го стрелкового полка 114-й стрелковой дивизии 7-й армии.                                                                              | 21.07.1944             |
| 12 |            | Загидулин, Фахрутдин Гильмутдинович | Сержант, командир отделения 913-го отдельного сапёрного батальона 4-го стрелкового корпуса 7-й армии.                                                                                | 21.07.1944             |
| 13 |            | Зажигин, Иван Степанович            | Гвардии младший сержант, командир пулемётного отделения 300-го гвардейского стрелкового полка 99-й гвардейской стрелковой дивизии 7-й армии.                                         | 21.07.1944             |
| 14 |            | Иллюшко, Павел Иванович             | Майор, командир дивизиона 815-го артиллерийского полка 272-й стрелковой дивизии 7-й армии Карельского фронта.                                                                        | 21.07.1944             |
| 15 |            | Каковкин, Иван Григорьевич          | Сержант, командир сапёрного отделения 222-го отдельного моторизованного штурмового инженерно-сапёрного батальона 20-й моторизованной штурмовой инженерно-сапёрной бригады 7-й армии. | 21.07.1944             |
| 16 |            | Карданов, Мурат Асхадович           | Гвардии сержант, командир взвода 301-го гвардейского стрелкового полка 100-й гвардейской стрелковой дивизии 37-го гвардейского стрелкового корпуса 7-й армии.                        | 21.07.1944             |
| 17 |            | Киреев, Семён Яковлевич             | Лейтенант, командир взвода 1061-го стрелкового полка 272-й стрелковой дивизии 7-й армии.                                                                                             | 21.07.1944             |
| 18 |            | Крылов, Фёдор Михайлович            | Старшина, стрелок 536-го стрелкового полка 114-й стрелковой дивизии 7-й армии. | 21.07.1944             |
| 19 |            | Кук, Василий Семёнович              | Старший сержант, командир отделения 2-й роты 10-го отдельного стрелкового батальона 70-й морской стрелковой бригады 7-й армии.                                                       | 21.07.1944             |
| 20 |            | Кулик, Константин Алексеевич        | Младший лейтенант, командир взвода 5-й стрелковой роты 1065-го стрелкового полка 272-й стрелковой дивизии 7-й армии.                                                                 | 21.07.1944             |
| 21 |            | Леонов, Михаил Иванович             | Сержант, помощник командира взвода 1061-го стрелкового полка 272-й стрелковой дивизии 7-й армии.                                                                                     | 21.07.1944             |
| 22 |            | Леселидзе, Виктор Николаевич        | Подполковник, командир 619-го миномётного полка 7-й армии. | 21.07.1944             |
| 23 |            | Логинов, Сергей Дмитриевич          | Капитан, командир стрелковой ротой 4-го отдельного стрелкового батальона 3-й бригады морской пехоты.                                                                                 | 21.07.1944             |
| 24 |            | Малышев, Виктор Александрович       | Гвардии сержант, командир пулемётного отделения 300-го гвардейского стрелкового полка 99-й гвардейской стрелковой дивизии 7-й армии.                                                 | 21.07.1944             |
| 25 |            | Маркелов, Владимир Андреевич        | Гвардии красноармеец, автоматчик 300-го гвардейского стрелкового полка 99-й гвардейской стрелковой дивизии 7-й армии.                                                                | 21.07.1944             |
| 26 |            | Мартыненко, Иван Павлович           | Сержант, командир отделения 1063-го стрелкового полка 272-й стрелковой дивизии 7-й армии.                                                                                            | 21.07.1944             |
| 27 |            | Михайлов Михаил Антонович           | Старшина, командир пулемётного взвода 363-го стрелкового полка 114-й стрелковой дивизии 7-й армии.                                                                                   | 21.07.1944             |
| 28 |            | Морозов, Иван Дмитриевич            | Гвардии старшина, командир пулемётного отделения 296-го гвардейского стрелкового полка 98-й гвардейской стрелковой дивизии 7-й армии.                                                | 21.07.1944             |
| 29 |            | Мошкин, Александр Иванович          | Старший краснофлотец, автоматчик 1-й стрелковой роты 3-го стрелкового батальона 70-й морской стрелковой бригады.                                                                     | 21.07.1944             |
| 30 |            | Мытарев, Иван Петрович              | Гвардии красноармеец, стрелок 300-го гвардейского стрелкового полка 99-й гвардейской стрелковой дивизии 7-й армии.                                                                   | 21.07.1944             |
| 31 |            | Немчиков, Владимир Иванович         | Гвардии старший сержант, командир отделения 300-го гвардейского стрелкового полка 99-й гвардейской стрелковой дивизии 7-й армии.                                                     | 21.07.1944             |
| 32 |            | Павлов, Пётр Павлович               | Гвардии рядовой, помощник наводчика орудия 300-го гвардейского стрелкового полка 99-й гвардейской стрелковой дивизии 7-й армии.                                                      | 21.07.1944             |
| 33 |            | Паньков, Иван Кириллович            | Гвардии сержант, снайпер 300-го гвардейского стрелкового полка 99-й гвардейской стрелковой дивизии 7-й армии.                                                                        | 21.07.1944             |
| 34 |            | Паршуткин, Тимофей Иванович         | Сержант, снайпер 363-го стрелкового полка 114-й стрелковой дивизии 7-й армии. | 21.07.1944             |
| 35 |            | Петриков, Андрей Гаврилович         | Младший сержант, заместитель командира отделения 763-го стрелкового полка 114-й стрелковой дивизии 7-й армии.                                                                        | 21.07.1944             |
| 36 |            | Плис, Иван Григорьевич              | Лейтенант, командир взвода 222-го отдельного моторизированного штурмового инженерно-сапёрного батальона 20-й моторизированной штурмовой инженерно-сапёрной бригады.                  | 21.07.1944             |
| 37 |            | Полыгалов, Василий Афанасьевич      | Старший лейтенант, командир стрелковой роты 419-го стрелкового полка 19-й стрелковой дивизии 99-го стрелкового корпуса 7-й армии.                                                    | 21.07.1944             |
| 38 |            | Попов, Михаил Романович             | Гвардии рядовой, стрелок 300-го гвардейского стрелкового полка 99-й гвардейской стрелковой дивизии 7-й армии.                                                                        | 21.07.1944             |
| 39 |            | Соколов, Василий Афанасьевич        | Гвардии полковник, командир 303-го гвардейского стрелкового полка 99-й гвардейской стрелковой дивизии 7-й армии.                                                                     | 21.07.1944             |
| 40 |            | Соколов, Михаил Васильевич          | Сержант, командир отделения 363-го стрелкового полка 114-й стрелковой дивизии 7-й армии.                                                                                             | 21.07.1944             |
| 41 |            | Спирин, Василий Романович           | Ефрейтор, стрелок 5-й роты 419-го стрелкового полка 18-й стрелковой дивизии 7-й армии.                                                                                               | 21.07.1944             |
| 42 |            | Степовой, Арсентий Иванович         | Ефрейтор, стрелок 1063-го стрелкового полка 272-й стрелковой дивизии 7-й армии. | 21.07.1944             |
| 43 |            | Тихонов, Михаил Иванович            | Гвардии рядовой, стрелок 300-го гвардейского стрелкового полка 99-й гвардейской стрелковой дивизии 7-й армии.                                                                        | 21.07.1944             |
| 44 |            | Ударцев, Григорий Андреевич         | Капитан, старший адъютант 1-го батальона 363-го стрелкового полка 114-й стрелковой дивизии 7-й армии.                                                                                | 21.07.1944             |
| 45 |            | Худанин, Фёдор Николаевич           | Старший сержант, командир орудия отдельного истребительно-противотанкового дивизиона 70-й морской стрелковой бригады 7-й армии.                                                      | 21.07.1944             |
| 46 |            | Черняев, Виктор Васильевич          | Старший сержант, командир отделения 363-го стрелкового полка 114-й стрелковой дивизии 7-й армии.                                                                                     | 21.07.1944             |
| 47 |            | Чухреев, Николай Максимович         | Гвардии сержант, командир отделения 296-го гвардейского стрелкового полка 98-й гвардейской стрелковой дивизии 7-й армии.                                                             | 21.07.1944             |
| 48 |            | Шаренко, Василий Петрович           | Старшина, командир орудия отдельного истребительно-противотанкового дивизиона 70-й морской стрелковой бригады 7-й армии.                                                             | 21.07.1944             |
| 49 |            | Шмаков, Василий Иванович            | Капитан, командир 2-го батальона 1063-го стрелкового полка 272-й стрелковой дивизии 7-й армии.                                                                                       | 21.07.1944             |
| 50 |            | Шумейко, Пётр Иванович              | Майор, командир 363-го стрелкового полка 114-й стрелковой дивизии 7-й армии. | 21.07.1944             |
| 51 |            | Юносов, Борис Николаевич            | Гвардии красноармеец, стрелок-разведчик 300-го гвардейского стрелкового полка 99-й гвардейской стрелковой дивизии 7-й армии.                                                         | 21.07.1944             |

## Почётные наименования соединений и частей
За успешные действия в ходе Свирско-Петрозаводской операции приказом Верховного Главнокомандующего отличившимся соединениям и частям было присвоено почётное наименование «Свирские» (2 июля 1944 года) и «Петрозаводские» (10 июля 1944 года):

### Свирские
| - 4-й стрелковый корпус - 37-й гвардейский стрелковый корпус - 98-я гвардейская стрелковая дивизия - 99-я гвардейская стрелковая дивизия - 100-я гвардейская стрелковая дивизия - 114-я стрелковая дивизия - 272-я стрелковая дивизия - 162-й укреплённый район - 1-я гвардейская корпусная артиллерийская бригада - 9-я гвардейская пушечная артиллерийская бригада - 11-я лёгкая артиллерийская бригада - 17-я пушечная артиллерийская бригада - 25-я гаубичная артиллерийская бригада - 460-й армейский истребительно-противотанковый артиллерийский полк - 514-й армейский истребительно-противотанковый артиллерийский полк - 633-й корпусной артиллерийский полк - 1237-й армейский пушечный артиллерийский полк - 331-й отдельный артиллерийский дивизион особой мощности - 354-й отдельный пушечный артиллерийский дивизион РГК - 3-я миномётная бригада - 7-я гвардейская миномётная Краснознамённая бригада - 25-я гвардейская миномётная бригада - 20-й гвардейский миномётный Краснознамённый полк | - 46-й гвардейский миномётный полк - 64-й гвардейский миномётный полк - 482-й армейский миномётный полк - 530-й армейский миномётный полк - 619-й армейский миномётный полк - 620-й армейский миномётный полк - 3-й воздухоплавательный дивизион аэростатов артиллерийского наблюдения - 339-й гвардейский тяжёлый самоходный артиллерийский полк - 92-й отдельный линейный танковый полк - 275-й отдельный моторизованный батальон особого назначения - 1-я гвардейская смешанная авиационная дивизия - 257-я смешанная авиационная дивизия - 260-я смешанная авиационная дивизия - 261-я смешанная авиационная дивизия - 324-я истребительная авиационная дивизия - 81-й отдельный санитарный авиационный полк - 828-й штурмовой авиационный полк - 73-я отдельная корректировочная авиаэскадрилья - 20-я моторизованная штурмовая инженерно-сапёрная бригада - 1-й отдельный гвардейский сапёрный Краснознамённый батальон - 18-й армейский моторизованный инженерный батальон - 97-й отдельный моторизованный понтонно-мостовой батальон |

### Петрозаводские
| - 313-я стрелковая дивизия - 31-й отдельный батальон морской пехоты - 1-й дивизион бронекатеров | - дивизион механизированного корпуса - дивизион канонерских лодок - 72-й разведывательный авиационный полк |

### Документы
- Карельский фронт в Великой Отечественной войне 1941—1945 гг.: Военно-исторический очерк. / Ответственный редактор А . И. Бабин.. — М.: Наука, 1984. — 412 с.
- Русский архив: Великая Отечественная. Ставка ВГК. Документы и материалы. 1944-1945.. — М.: Терра, 1999. — Т. 16 (5–4). — 368 с. — ISBN 5–300–01162–2.
- По обе стороны Карельского фронта, 1941—1944: Документы и материалы / Научный редактор В. Г. Макуров.. — Петрозаводск: Карелия, 1995. — 636 с. — ISBN 5-7545-0675-9.

### Исторические исследования
- История ордена Ленина Ленинградского военного округа / под ред. А. И. Грибкова. — М.: Воениздат, 1974.
- Кривошеев Г. Ф. Россия и СССР в войнах XX века. Потери вооружённых сил: Статистическое исследование. — М.: Олма-Пресс, 2001. — ISBN 5-17-024092-9.
- Мощанский И. Б. Штурм «Карельского вала». Выборгско-Петрозаводская стратегическая наступательная операция 10 июня — 9 августа 1944 года. — М.: Военная летопись, 2005. — 64 с.
- Широкорад А. Б. Северные войны России / Под общ. ред. А. Е. Тараса. — М.; Минск: ACT; Харвест, 2001. — 848 с.
- Иноземцев И. Г. В небе Заполярья и Карелии: Военно-исторический очерк боевых действий ВВС Карельского фронта и 7-й воздушной армии в годы Великой Отечественной войны. — М.: Воениздат, 1987. — 240 с.
- Барышников Н. И. Блокада Ленинграда и Финляндия 1941—1944. — СПб.—Хельсинки: Johan Beckman Institute, 2002. — ISBN 952-5412-10-5.
- Килин Ю. М. Свирско—Петрозаводская наступательная операция // Studia Humanitatis Borealis. 2018. № 1. С. 4-9.
- Вербовой О. И., Левашко В. О. Ликвидация «финского блокадного звена». // Военно-исторический журнал. — 2014. — № 6. — С.22—27.

### Энциклопедические статьи
- Свирско-Петрозаводская операция // Советская военная энциклопедия / под ред. Н. В. Огаркова. — М.: Воениздат, 1976. — Т. 7. — С. 265—267.
- Свирско-Петрозаводская операция // Великая Отечественная война 1941—1945. Энциклопедия / Гл. ред. М. М. Козлов. Редколлегия: Ю. Я. Барабаш, П. А. Жилин (зам. гл. ред.), В. И. Канатов (отв. секретарь) и др.. — М.: Советская энциклопедия, 1985. — С. 636.
- Свирско-Петрозаводская операция // Энциклопедия «Карелия» / Гл. ред. А. Ф. Титов. — Петрозаводск: ПетроПресс, 2011. — Т. 3. — С. 67. — ISBN 978-5-8430-0127-8.

### Мемуары
- Мерецков К.А. На службе народу. — М.: Политиздат, 1968.
- Чероков В.С. Для тебя, Ленинград! / Литературная редакция В. И. Милютина.. — М.: Воениздат, 1978. — 205 с.
- Хренов А.Ф. Мосты к победе.. — М.: Воениздат, 1982.
- Штеменко С.М. Генеральный штаб в годы войны. — М.: Воениздат, 1989.
- Новиков А.А. В небе Ленинграда (Записки командующего авиацией). — М.: Наука, 1970.
- Харазия X.Л. Дорогами мужества / Литературная запись Н.В. Ивановой.. — М.: Воениздат, 1984.
- Маннергейм К.Г. Мемуары / Пер с финского П. Куйиала (часть 1), Б. Злобин (часть II). — М.: Вагриус, 1999.